# GOCR
GOCR (або JOCR) — вільно поширювана програма оптичного розпізнавання символів, розроблена Jörg Schulenburg. Може використовуватися для конвертування або сканування зображень (портативні растрові зображення або PCX) в текстові файли.

## Особливості
GOCR здатен обробляти некарбовані шрифти висотою 20-60 пікселів. В GOCR виникають проблеми з карбованими шрифтами, перекриттям символів, рукописним текстом, гетерогенними шрифтами, зашумленими зображеннями, текстом з великими перекосами та будь-якими символами не латинського алфавіту.
GOCR може розпізнати штрих-код.

## Інтерфейс користувача
GOCR може використовуватися як окрема утиліта командного рядка, або як рушій для інших програм, або як OCR рушій в OCRFeeder. GOCR поставляється з графічним інтерфейсом gocr.tcl.

## Розвиток
Версія 0.3.0 була випущена в грудні 2000 року, 0.3.5 в лютому 2002 року і 0.37 в серпні 2002 року.
Між версіями 0.40 (березень 2005 року) і 0.43 (грудень 2006 року), розпізнавальний механізм був поступово замінений векторною версією.
Версія 0.48 була випущена в серпні 2009 року.
Версія 0.49 була випущена в вересні 2010 року.

## Історія
Програма спочатку була названа GOCR що означає GNU Optical Character Recognition. Коли прийшов час реєструвати проект на SourceForge ім'я GOCR вже було зайнято, тому проект був зареєстрований як JOCR (Jörg's Optical Character Recognition).
В результаті проект і програма відомі як GOCR та JOCR.

## Формати
Допустимі формати
- PBM, PGM, PPM, PNM
- PCX (деякі)
- TGA

Інші формати автоматично конвертуються за допомогою netpbm-progs, gzip і bzip2 за рахунок використання unix pipe. Типи зображень:
- pnm.gz
- pnm.bz2
- PNG
- JPG
- TIFF
- GIF
- BMP